# Cree Bridge
Die Cree Bridge, auch Bridge of Cree, ist eine Straßenbrücke in der schottischen Ortschaft Newton Stewart in der Council Area Dumfries and Galloway. 1972 wurde das Bauwerk in die schottischen Denkmallisten in der höchsten Denkmalkategorie A aufgenommen.

## Geschichte
Auf bronzezeitliche Spuren weist der nahegelegene Cairn von Creebridge.
Die Cree Bridge wurde als Teil der Fernstraße von Carlisle nach Portpatrick errichtet (entspricht in etwa der heutigen A75). Der Brückenbau wurde 1812 begonnen und nach zweijähriger Bauzeit abgeschlossen. Für den Entwurf zeichnet der bedeutende Ingenieur John Rennie verantwortlich. Während einer Inspektion kam er beinahe zu Tode, als ein Gerüst einstürzte. Insgesamt beliefen sich die Baukosten auf 8324 £. Heute führt nur noch die B7079 über die Brücke. Die A75 wurde zwischenzeitlich südlich an Newton Stewart vorbeigeführt.

## Beschreibung
Die Cree Bridge liegt im Zentrum von Newton Stewart und führt die New Galloway Street über den Cree. Der granitene Mauerwerksviadukt überspannt den Cree mit fünf ausgemauerten, flachen Segmentbögen. Mit einer lichten Weite von 15,2 m weist der zentrale Bogen die größte Dimensionierung auf. Die direkt flankierenden Bögen besitzen lichte Weiten von 13,9 m, während es bei den äußeren Bögen nur noch 11,7 m sind. Mit einer lichten Höhe von maximal 6,1 m am zentralen Bogen ist die Cree Bridge verhältnismäßig flach geführt. Die abgerundeten Eisbrecher sind halboktogonal entlang der Flanken fortgeführt und bilden auf Höhe der Brüstung Einbuchtungen für Fußgänger. Die Breite zwischen den Brüstungen beträgt 6,1 m.